# Abdelkhalek El-Banna
Abdelkhalek Samir Ibrahim El-Banna, né le 4 juillet 1988 à Tanta, est un rameur d'aviron égyptien.

## Carrière
Abdelkhalek El-Banna est médaillé d'or en  skiff aux Championnats d'Afrique d'aviron 2013 à Tunis. Il participe aux Jeux olympiques d'été de 2016 à Rio de Janeiro, terminant 10e en skiff. En 2019, il est médaillé d'or en skiff aux Championnats d'Afrique à Tunis ; aux Jeux africains, il est médaillé d'or en relais mixte avec Dareen Hegazy et double médaillé d'argent, en skiff et en skiff sprint. Aux Jeux olympiques d'été de 2020 à Tokyo, il termine 14e en skiff. 
Aux Championnats d'Afrique d'aviron 2022 à El-Alamein, il est médaillé d'or en skiff. Il remporte aux Championnats d'Afrique d'aviron 2023 à Tunis la médaille d'or en skiff ainsi qu'en deux de couple avec Mohamed Ali Ali. Aux Championnats d'Afrique d'aviron 2024 à El-Alamein, il est médaillé d'or en skiff, en deux de couple avec Saif El-Den Ezz ainsi qu'en quatre de couple. Aux Jeux olympiques d'été de 2024 à Paris, il termine 24e en skiff.